# Sergio Ramírez (futbolista)
Sergio Juan Ramírez Rosaldo (Coatzacoalcos, Veracruz, 31 de julio de 1979) es un futbolista mexicano que jugó en la posición de guardameta en equipos mexicanos y armenios. Fue el primer portero mexicano en jugar en el futbol europeo. Después de su paso por el fútbol europeo regresó a México para ponerle fin a su carrera como jugador.
Sergio Ramírez participó en el fútbol mexicano con diferentes equipos, perteneció al equipo de San Luis que logró su pase a la máxima categoría del fútbol mexicano, siendo el tercer portero detrás de Christian Martínez y Edmundo Ríos. Su último club en México fueron los Vaqueros de Ixtlán de la Segunda División de fútbol de México.
Junto con su compatriota el defensa central Enrique López, ambos provenientes del equipo Vaqueros de Ixtlán de la Segunda División de la Liga mexicana de fútbol, llegan al país europeo para probar suerte con el FC MIKA, club que ya ha tenido participación en la UEFA y uno de los mejores del país, pero finalmente ficharon por el FC Bentonit Ijevan de la Segunda División de Armenia para la temporada que inició el 2007.
Aunque la liga de fútbol de Armenia no es muy conocida y competitiva, cabe señalar que forma parte de la UEFA, lo cual implica una posibilidad para participar en dicho torneo, uno de los principales y más importantes del fútbol europeo.
Después de una muy buena actuación con el FC Bentonit Ijevan, es transferido para formar parte de las filas del Ulisses Ereván. Sergio se ha convertido en el primer cancerbero azteca en militar en la Máxima Categoría de una Liga afiliada a la UEFA, en este caso, en la Primera División de Armenia. 
El FC Pyunik de la ciudad de Ereván  mostró un gran interés por incorporar al futbolista mexicano a sus filas para disputar la clasificación a la Champions League en el verano del 2007.
En mayo del año 2008, asegura un lugar en la Liga de Campeones de la UEFA al coronarse campeón de la Copa de Armenia gracias al triunfo de su equipo 2-1 ante el FC Banants en un encuentro que se realizó ante 2000 aficionados en el estadio Arnar.

## Clubes
campo hormiguero

| Club                     | País    | Año       |
| ------------------------ | ------- | --------- |
| San Luis                 | México  | 1997      |
| Tampico                  | México  | *         |
| Estudiantes de Santander | México  | *         |
| Lagartos de Tabasco      | México  | *         |
| Valedores de Iztacalco   | México  | *         |
| FC Bentonit Ijevan       | Armenia | 2007      |
| Ulisses Ereván FC        | Armenia | 2007      |
| FC Ararat                | Armenia | 2008-2009 |

## Palmarés
- Copa de Armenia 2008

- Datos: Q5814404